# Charles Zeuner
Charles Zeuner (Eisleben, Alemanya, 1775 – Filadèlfia, Estats Units, 1857) fou un pianista i compositor alemany.
Va passar uns pocs anys a Sant Petersburg on va fer de professor de piano, tenint entre els seus alumnes els compositors Verstovski (1799-1863), Samuel Parkman Tuckerman (1819-1890. Les seves obres principals molt estimades en la seva època foren: dos Concerts per a piano; un Quartet per a instruments d'arc, i unes Variacions sobre un tema rus per a piano, violí i violoncel.